# 爆龍戰隊暴連者VS破裏劍者
《爆龍戰隊暴連者VS破裏劍者》。係於日本時間2004年3月12日發售的超級戰隊V-cinema。

## 概要
破裏劍藍（長澤奈央飾）與一鍬到西班牙出任務，故片中有說西班牙語的場景。
劇中的暴連者和破裏劍者都因威牙的符咒無法變身，所以本作演員素身動作鏡頭相當多。

## 前提
在得到有兩名巨人在城裡大亂的情報後，暴連者立即出動。沒想到，這兩個巨人竟然是破裏劍者的機關巨人－旋風神和轟雷神。原來兩架機關巨人是被叛逃到艾瓦里安的前邪暗者七本槍－芙拉碧裘和溫蒂努給偷走的。
好不容易擊退了兩人所操作的機關巨人後，芙拉碧裘和溫蒂努竟然將傳說中封印邪惡魔王「邪忍威牙」的寶玉之封印解除。
一開始，為了誰該對付邪忍威牙，暴連者與破裏劍者起了一點衝突，但在真正面對邪忍威牙時，似乎又看到了兩大戰隊間的團隊合作。

## 人物

### 爆龍戰隊暴連者
| 演員       | 角色     | 代號                   | 台配   |
| ---------- | -------- | ---------------------- | ------ |
| 西興一朗   | 伯亞凌駕 | 暴 紅（Aba Red）       | 陳旭昇 |
| 冨田翔     | 三條幸人 | 暴 藍（Abare Blue）    | 賀宇傑 |
| 伊藤愛子   | 樹蘭琉   | 暴 黃（Abare Yellow）  | 詹雅菁 |
| 阿部薰     | 飛鳥     | 暴 黑（Abare Black）   | 梁興昌 |
| 田中幸太朗 | 仲代壬琴 | 暴殺手（Abare Killer） | 劉傑   |

### 忍風戰隊破裏劍者
| 演員       | 角色     | 代號                                | 台配   |
| ---------- | -------- | ----------------------------------- | ------ |
| 塩谷瞬     | 椎名鷹介 | 破裏劍紅／忍風紅（Hurrican Red）    | 劉傑   |
| 長澤奈央   | 野乃七海 | 破裏劍藍／忍風藍（Hurrican Blue）   | 詹雅菁 |
| 山本康平   | 尾藤吼太 | 破裏劍黃／忍風黃（Hurrican Yellow） | 賀宇傑 |
| 白川裕二郎 | 霞一甲   | 兜雷者／甲雷俠（Kabutoraiger）      | 陳旭昇 |
| 姜暢雄     | 霞一鍬   | 鍬雷者／鍬雷俠（Kuwagaraiger）      | 劉傑   |
| 聲優       | 替身     | 代號                                | 台配   |
| 松野太紀   | 三村幸司 | 手裏劍者／速風俠（Shuurikenger）    | 賀宇傑 |

### 戰隊關係者
杉下龍之介｜奧村公延
今中笑里｜西島未智
伯亞舞｜坂野真彌
日向無限齋｜西田健
日向朧｜高田聖子

### 艾瓦里安
黎明之使徒·莉婕｜鈴木霞
破壞之使徒·貞德｜櫻井映里
無限之使徒·渥法｜宇垣秀成 聲
創造之使徒·米開朗｜緒方文興 聲
留級之使徒·芙拉畢裘 / 魅惑之使徒·溫蒂努｜山本梓 / 福澄美緒
原「暗黑七把槍」成員，因爆炸而被彈到次元裂縫之中，卻意外落到了爆龍大地的艾瓦里安本部，便進而與邪命者·艾瓦里安聯手。

### 原創角色
邪忍威牙｜梁田清之 聲
當宇宙忍者穿過了次元裂縫，進入爆龍大地時，被邪命體所寄生而誕生的能操弄邪忍法的宇宙忍者。大地上的賢者們，不堪威牙的肆意破壞，便合力將威牙封印於魔王寶玉之中，如今，被芙拉碧裘和溫蒂努解開了封印。能有效運用具「實質（實體）」的影分身之術誘敵戰略。在暴連者和破裏劍者與其分身戰鬥之際，藉機吸取大量地球人體內的「恐龍意志」，打算成為最強的戰士。
邪忍威牙(分身)
威牙使用影分身之術所產生的實體分身。分別為紅、藍、灰三色。紅與凌駕、鷹介，藍與幸人、蘭琉、七海、吼太，灰與飛鳥、一甲、一鍬，分別於三個地方戰鬥。

## 裝備·戰力
九重連·超級爆龍勝利砲Super Dino Victory
僅本作登場。由暴連者的超級恐龍破壞砲加上破裏劍者們的五重連·勝利工具組結合而成的強力破壞砲。一舉殲滅邪忍威牙。

### 登場機械
暴連王
當鷹介等人將恐龍意志傳給了暴連者後，出現了一把金色的劈刺神劍，暴連王將其作為武器，名為「旋風轟雷暴連王」。
殺手王
極限龍王
旋風神
轟雷神
轟雷旋風神
天空神
左轮巨象

## 幕後
- 原作：八手三郎
- 監督：渡辺勝也
- 脚本：前川淳
- 撮影：菊池亘
- 音楽：羽田健太郎　with Healthy Wings、三宅一徳
- 製作：tv asahi、東映、東映錄像